# 타일러의 합리적 교육과정 개발 모형
타일러(R. W. Tyler)의 합리적 교육과정 개발 모형은 논리적이면서 체계적으로 교육과정 개발을 유도키 위해 교육기관에서 교육과정과 수업프로그램을 해석, 분석하기 위한 이론적 근거로 제시한 것이다. 타일러의 합리적 교육과정 모형은 교수설계 분야에서 Dick & Carey 모형과 Smith & Ragan 모형과 같이 쓰이고 있다.

## 개요
교육과정과 수업은 하나의 과정이며, 그의 교육과정 개발 모형은 합리적 모형, 목표중심모형, 평가 중심모형등으로 불린다. 목표달성에 가장 도움이 될 만한 활동과 조직의 종류 선택하고, 선정․조직된 학습경험이 어떤 결과를 낳는가 평가함으로써 효과적인 학습이 이뤄지기 위한 단계를 제시하였다. 교육과정 모형은 구체적 목표를 정하고 학습경험을 선정하여 학습경험을 조직하고 마지막으로 평가하는 순으로 모형이 이루어져 있다.

## 배경
20세기 초기의 교육과정 탐구는 미국에서 교육을 과학적으로 실행해 나가기 위하여 교육목표, 교육내용, 교육방법, 교육평가의 구성 체제를 갖춘 ‘과학적인 교육과정’을 개발하는 데 초점을 맞추어 진행되었다. 교육과정을 과학화하는 작업은, 테일러가 산업분야에서의 생산성과 효율성을 높이기 위해 고안해 낸 경영기법인 테일러주의에 기초한 이른바 ‘과학적 경영 운동’이라는 것에 직접적인 영향을 받았다. 상세화 하고, 학생의 학업성취도를 정확하게 측정하기 위한 평가 준거를 확정하고, 학생들의 능력에 따른 차별화된 교육과정을 만드는 등의 작업을 수향 하였던 이들의 교육과정 과학화 작업은, 이후 타일러에 이르러 <아동의 경험과 흥미를 중시하는 듀이(J. Dewey)의 진보주의 교육철학을 바탕으로 하는 ‘생활중심 교육과정’ 또는 ‘경험중심 교육과정’이라는 구체적인 형태의 교육과정 모형으로 열매 맺게 되었다.>라고 작성되어 있으나 실제 타일러가 위 모형을 밝힌 책은 1949년에 출판된 Basic Principles of Curriculum and Instruction이다. 오히려 타일러는 미국의 8년 연구(Eight-Year Study, 1933–1941, 생활중심 혹은 경험중심 교육과정을 통해 성장한 학생들의 대학생활과의 상관 및 예측 정도를 분석한 연구)에 평가 전문가로 참여하였기에, 교육과정 과학화 작업 이외에 경험중심 교육과정의 영향도 크게 받았다고 보는 것이 더욱 타당할 것이다. 학습내용의 선정 및 조직이 아니라 학습경험의 선정 및 조직이라고 표현하여 경험을 강조하였다는 점에서도 이를 확인할 수 있다. 한편 교육과정의 과학화 작업은 존 프랭클린 보비트(John Franklin Bobbitt)의 1918년의 저서 《The curriculum》에서 최초로 시도되었다고 여겨진다. 
타일러는 자신의 교육과정 이론에 행동주의 심리학의 최신의 연구 성과와 전통적인 교과중심 교육과정의 주요 논리도 포괄적으로 받아들이고 있다.

## 구체적 목표 설정
목표추출의 원천
학습자, 현대사회, 교과에서 목표추출을 한다. 학습자는 학습자의 보편적인 필요와 흥미에 기초한다, 현대사회는 사회적 요구를 교육목표에 반영한다, 교과는 각 교과가 갖고 있는 교육적 기능을 반영한다.
목표선택의 준거
교육철학과 학습심리의 원리를 활용한다. 교육철학에 의하여 논리적으로 타당하고 일관성 있는 중요한 목표들을 선택한다. 학습심리의 지식과 원리를 사용한다. 이러한 교육철학과 학습심리의 원리를 활용하는 것은 교육학의 아버지라고 불리는 헤르바르트와 관련된다.
교육목표의 진술
교육목표는 내용과 학습자의 행동을 포함하여 명확하게 진술되어야 한다. 내용과 행동의 두 차원으로 이루어진 교육목표 2원 분류표 작성한다.

## 학습경험의 선정
학습경험의 정의
학습자와 환경의 상호작용 속에서 학생이 능동적인 행동을 통해 경험하는 것
경험선정의 일반원칙
기회의 원칙, 만족의 원칙, 가능성의 원칙, 다 경험의 원칙, 다 성과의 원칙이 있다.
1. 기회의 원칙: 학생들에게 목표 달성에 필요한 경험을 할 수 있는 기회를 제공한다.
2. 만족의 원칙: 학생들이 목표와 관련된 학습을 하는데 있어서 만족을 느끼는 경험이 되어야 한다.
3. 가능성의 원칙: 학생들의 수준에서 경험이 가능한 것 이어야 한다.
4. 다 경험의 원칙: 하나의 교육 목표를 달성하는 데 여러 가지 다른 학습경험이 활용될 수 있다.
5. 다 성과의 원칙: 교육목표의 달성에 도움이 되고 다른 영역으로 전이가 가능하고 활용성이 높은 학습경험을 선택해야한다.

학습경험의 예
1. 지식과 관련된 학습경험: 지식에 한해서는 어떤 문제의 해결을 위해서 또는 다른 새로운 지식의 습득에 도움을 주는 등에 학습경험이어야 한다.
2. 사고력과 관련된 학습경험: 사고력은 사고를 자극해야한다. 만일 수업시간에 경험하게 되는 것이라면 이는 일상생활에서도 겪을 수 있는 것이어야 한다.

## 학습경험의 조직
학습경험들이 밀접하게 관계되어 학습경험이 누적되면 효과를 기대할 수 있다.

### 조직의 원리
1. 계속성- 중요한 경험요소가 어느 정도 계속해서 반복되도록 조직.
2. 계열성- 점차 경험의 수준을 높여서 더욱 깊이 있고 폭넓은 학습경험을 할 수 있도록 조직.
3. 통합성- 학습경험을 횡적으로 상호 조화롭게 연결 지어 조직.

### 조직의 요소
학습경험을 연결시켜 주는 어떤 공통적인 요인, 기본적인 요인. 예를 들면 개념, 원리, 기능, 태도 등이 있다.

### 조직의 구조
조직의 구조는 "교육과정을 편성․조직하는 기본적인 틀”이다.
최고수준 구조
1. 교과구조: 지리․산수․역사 등 구체적인 교과목으로 교육과정을 묶는 구조. (교과중심교육과정)
2. 광역구조: 교과를 세분하지 않고 보다 폭넓게 묶어서 그 속에 포함된 여러 분야의 내용을 통합시키고자 하는 교육과정 조직형태
3. 중핵구조: 학생들에게 의미 있는 공통문제를 중심으로 ‘중핵적인 경험’을 갖도록 교육과정을 구조화하는 것. (중핵교육과정)
4. 활동구조: 학생들의 흥미나 활동을 중심으로 학습경험을 조직. (미분화교육과정)

중간수준 구조
1. 계열구조: 계열적이고 통합적인 조직요소를 찾아 교육과정을 계열성 있게 배열하는 구조.
2. 비계열구조: 학기나 학년 같이 일정기간에 맞추어 교과목을 비연속적으로 배열시키는 구조.

최저수준 구조
학습내용을 가장 작은 단위로 조직

## 학습 성과의 평가
평가의 정의
- 평가는 교육과정의 장점과 개선될점을 판별하는데 있어 필요성이 있다.
- 평가의 기준은 교육목표이며, 평가를 통해서 교육목표의 달성정도를 밝힌다.

평가의 절차
- 교육목표의 확인한다.
- 평가장면을 선정하는 것은 교육목적에 나타난 행동을 제대로 확인할 수 있는지를 선정하는 것이다.
- 평가도구의 제작한다.

평가 결과의 활용
- 평가 결과 정보는 학생의 변화 정도나 교육의 성과를 확인하는 데 활용한다.
- 평가 결과의 원인을 알아내고 평가한다.
- 평가의 결과는 교육과정과 학습지도 개선을 위한 자료로 활용된다.
- 교육과정 모형을 이용하며 목표-내용-방법-평가의 지속적인 순환과정을 통하여 교육의 질을 개선한다.

## 참고 문헌
- 이종승/Tyler 교육과정과 수업의 원리/교육과학사/1991
- 이경섭 / 학교교육과정론 / 교육과학사 / 1990
- Decker F. Walker, Joans F. Soltis / 교육과정과 목적 / 교육과학사 / 1992
- 유봉호, 정영주 / 교육과정, 교육평가 / 교학연구사 / 1993
- 김동환, 권낙원 / 교육과정과 평가 / 상조사 / 1998
- 이성호 / 교육과정과 평가 / 양서원 / 1999
- 홍후조 / 교육과정의 이해와 개발 / 문음사 / 2002
- 김재춘, 부재율, 소경희, 채경희 / 예비･현직 교사를 위한 교육과정과 교육평가 / 교육과학사 / 2005
- Tyler, Ralph W / Basic Principles of Curriculum and Instruction/UniversityofChicagoPress/1949